# Natezna trdnost
Natezna trdnost (σrm), v strojništvu tudi pogosto označena s črkama ʀᴍ je mehanska lastnost materiala, definirana kot maksimalna napetost, ki jo material še lahko prenese, preden pride porušitve materiala. Napetost je tu definirana kot natezna sila (F), deljena s presekom palice(A), in ustreza negativnemu tlaku. 
Vsi materiali imajo različne natezne trdnosti, te pa so pridobljene z Nateznim preizkusom, katere izvedejo inženirji ter so zapisane v raznih strojniških priročnikih itd. 
V mehaniki je natezna trdnost zapisana kot sigma (σ) ter je podana v enoti MPa (megapaskal). 1 MPa =  1 N/mm2
Pri dimenzioniranju je natezna trdnost ključnega pomena, saj z njo lahko izračunamo priporočeno maksimalno napetost katero lahko prenese material, preden pride do trajnih deformacij.  
Natezna trdnost je splošno dana v področju od-do, recimo, "Natezna sila konstrukcijskega jekla je 400MPa do 500MPa". Običajno vzamemo srednjo vrednost, kar bi v tem primeru bila 450MPa. Kadar pridobimo ta podatek, lahko nato izračunamo Dopustno napetost (označena z σdop).  
Dopustna napetost je napetost, katera nam omogoči izračunati maksimalno napetost katero lahko prenese material, preden pride do trajnih deformacij (katere se po navadi pojavijo v področju plastičnih deformacij). Običajno imajo trši materiali višjo dopustno napetost, saj lahko prenesejo večje sile preden se trajno deformirajo. Dopustno napetost je pomembno uporabljati pri dimenzioniranju elementa.  
Računamo jo s enačbo: σdop= 0.25 x σ, to pomeni: Dopustna napetost = 0.25 x Natezna trdnost.  
Kadar imamo izračunano dopustno napetost, lahko z enačbo σ=F/A izračunamo napetost katera se pojavi v materialu, ter nato te dve vrednosti enačimo s seboj. Dopustna napetost mora imeti večjo vrednost kot napetost katera se pojavi v materialu.  
Enota: N/m2 = Pa (paskal).

V mehaniki se navadno uporablja večja enota N/mm2 = MPa (megapaskal).